# Pallamano Chiaravalle
La Pallamano Chiaravalle, conosciuta come Publiesse Chairavalle per motivi di sponsorizzazione, è una società di pallamano di Chiaravalle (AN). La sezione maschile milita in Serie A Gold, il massimo livello del campionato italiano di pallamano maschile, mentre la sezione femminile milita in Serie A2, secondo livello del campionato italiano di pallamano femminile.

## Storia
La Publiesse Pallamano Chiaravalle è una società sportiva fondata nel 1976 a Chiaravalle, in provincia di Ancona. Attualmente, la squadra maschile milita nel campionato nazionale di Serie A Gold, mentre quella femminile partecipa alla Serie A2. 
Oltre alle prime squadre, la società vanta un vivaio giovanile con oltre 240 atleti, sia maschili che femminili, a partire dai cinque anni. Questo risultato è frutto di una presenza costante nelle scuole della provincia di Ancona. 
Nel maggio 2024, la squadra maschile ha ottenuto una storica promozione in Serie A Gold, la massima divisione nazionale, vincendo contro il Metelli Cologne. 
La società si distingue anche per l'attenzione verso l'inclusione, essendo stata la prima nelle Marche a costituire una squadra di Wheelchair Handball

## Rose 2025-2026

### Maschile
| N° | Naz.                  | Ruolo | Sportivo            | Anno |  |  |
| -- | --------------------- | ----- | ------------------- | ---- |  |  |
| 1  | Uruguay (bandiera)    | P     | Mario Sánchez       | 1981 |  |  |
| 3  | Italia (bandiera)     | A     | Luca Vichi          | 1997 |  |  |
| 10 | Italia (bandiera)     | T     | Simone Ceresoli     | 1992 |  |  |
| 11 | Italia (bandiera)     | A     | Matteo Brutti       | 1994 |  |  |
| 14 | Italia (bandiera)     | A     | Tommaso Salmonti    | 2005 |  |  |
| 15 | Tunisia (bandiera)    | T     | Fehmi Hammouda      | 1992 |  |  |
| 18 | Italia (bandiera)     | A     | Martin Di Domenico  | 2001 |  |  |
| 20 | Romania (bandiera)    | A     | Mario Capatina      | 2008 |  |  |
| 21 | Italia (bandiera)     | T     | Andrea Solustri     | 1998 |  |  |
| 22 | Italia (bandiera)     | P     | Valerio Sampaolo    | 1987 |  |  |
| 23 | Argentina (bandiera)  | T     | Francisco Cuello    | 2004 |  |  |
| 24 | Italia (bandiera)     | A     | Mirko Mandolini     | 2004 |  |  |
| 31 | Italia (bandiera)     | T     | Jacopo Babbini      | 2007 |  |  |
| 33 | Italia (bandiera)     | P     | Francesco Ballabio  | 1998 |  |  |
| 34 | Italia (bandiera)     | T     | Omar Santinelli     | 1993 |  |  |
| 44 | Italia (bandiera)     | T     | Juan Pablo Cuello   | 1997 |  |  |
|    | Marocco (bandiera)    | PV    | Mohammed Miri       | 1990 |  |  |
|    | Argentina (bandiera)  | T     | Piero D'Benedetto   | 1996 |  |  |
|    | Italia (bandiera)     | A     | Edoardo Francelli   | 2004 |  |  |
|    | Argentina (bandiera)  | PV    | Francesco Altomonte | 2003 |  |  |
|    | Portogallo (bandiera) | T     | Renato Araujo       | 2005 |  |  |

- Allenatore:  Andrea Guidotti
- Vice allenatore:  Ugo Campanile